# Michael Damgaard
Michael Damgaard Nielsen (* 18. März 1990 in Rødby) ist ein dänischer Handballspieler, der beim dänischen Erstligisten HØJ Håndbold spielt.

## Karriere

### Im Verein
Michael Damgaard spielte bei Rødby HK, Håndboldklubben Maribo/Hunseby (HMH), BK Ydun Håndbold und GOG Svendborg TGI, bevor er zum Team Tvis Holstebro wechselte. Mit Holstebro erreichte er in der Saison 2012/13 den dritten Platz im EHF Europa Pokal.
Ab der Saison 2015/16 lief der 1,92 Meter große Rückraumspieler für den SC Magdeburg auf, bei dem er zunächst einen Zweijahresvertrag unterschrieb. Mit dem SCM gewann er den DHB-Pokal 2016 und 2024, die EHF European League 2021, den IHF Super Globe 2021 und die Deutsche Meisterschaft 2022. Am 23. Dezember 2021 erzielte er in seinem 209. Spiel seinen 1000. Treffer in der Bundesliga. 2022 verteidigte er mit dem SCM den Titel beim IHF Super Globe 2022. Mit dem SCM gewann er die EHF Champions League 2022/23 im Finale gegen KS Kielce mit 30:29 nach Verlängerung. Beim IHF Super Globe 2023 gewann er zum dritten Mal in Folge die Klub-Weltmeisterschaft. 2024 wurde er erneut deutscher Meister. In der EHF Champions League 2024/25 gewann er mit dem SCM das Finale gegen die Füchse Berlin.
Seit der Saison 2025/26 läuft er für den dänischen Erstligisten HØJ Håndbold auf.

### In Auswahlmannschaften
Damgaard bestritt bisher 103 Länderspiele für die Dänische Nationalmannschaft, in denen er 264 Tore erzielte. Er nahm mit Dänemark an der Weltmeisterschaft 2015 in Katar teil. Bei den Olympischen Spielen 2016 in Rio de Janeiro gewann er die Goldmedaille. Zur Weltmeisterschaft 2023 wurde er nachnominiert und gewann mit dem Team den Titel. Beim Gewinn der Silbermedaille bei der Europameisterschaft 2024 kam er in allen neun Spielen zum Einsatz und warf 17 Tore.

### Bundesligabilanz
| Saison    | Verein       | Spielklasse | Spiele | Tore | Assists | 2 min |
| --------- | ------------ | ----------- | ------ | ---- | ------- | ----- |
| 2015/16   | SC Magdeburg | Bundesliga  | 30     | 155  | 46      | 0     |
| 2016/17   | SC Magdeburg | Bundesliga  | 34     | 173  | 89      | 2     |
| 2017/18   | SC Magdeburg | Bundesliga  | 33     | 172  | 57      | 3     |
| 2018/19   | SC Magdeburg | Bundesliga  | 34     | 136  | 48      | 4     |
| 2019/20   | SC Magdeburg | Bundesliga  | 27     | 166  | 63      | 2     |
| 2020/21   | SC Magdeburg | Bundesliga  | 36     | 136  | 50      | 0     |
| 2021/22   | SC Magdeburg | Bundesliga  | 32     | 83   | 16      | 2     |
| 2022/23   | SC Magdeburg | Bundesliga  | 34     | 108  | 28      | 4     |
| 2023/24   | SC Magdeburg | Bundesliga  | 27     | 58   | 16      | 0     |
| 2024/25   | SC Magdeburg | Bundesliga  | 34     | 14   | 5       | 0     |
| 2015–2025 | gesamt       | Bundesliga  | 321    | 1201 | 418     | 17    |

### Erfolge
- Olympiasieger 2016
- Weltmeister 2023
- Deutscher Meister 2022 und 2024
- DHB-Pokal 2016 und 2024
- EHF Champions League 2023 und 2025
- EHF European League 2021
- IHF Super Globe 2021
- IHF Super Globe 2022
- IHF Super Globe 2023

## Privates
Michael Damgaards älterer Bruder Allan ist ebenfalls Handballspieler und spielte zuletzt beim Team Tvis Holstebro.